# 元老院 (ローマ)

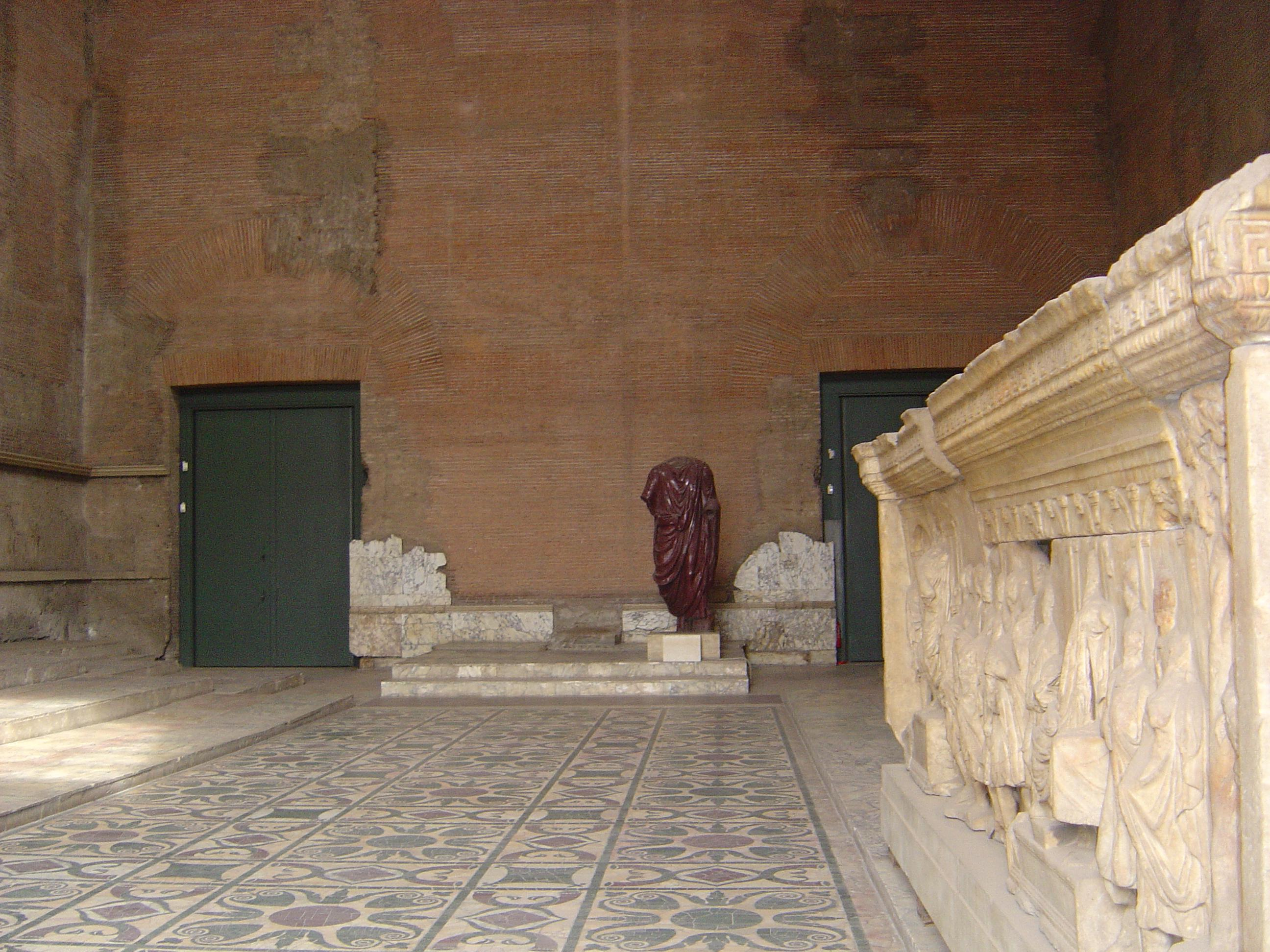
復元された議事堂。奥に議長の座る台が見える

元老院（げんろういん、ラテン語: Senātus、セナートゥス）は、古代ローマの統治機関。ラテン語で老人を表わす「senex」からきており、氏族の長が集まることから貴族の代表ともいえる。共和政ローマ時代には、事実上の最高意志決定機関であった。

## 王政時代
こうして力の面での心配がなくなると、次にロムルスは力に思慮を与えた。すなわち、一〇〇人の元老院議員を選出したのである。・・・彼らは敬意を込めて父たち（パトレース）と呼ばれ、彼らの子孫もパトリキイーと呼ばれることになった。—ティトゥス・リウィウス、『ローマ建国史』1.8.7（岩谷智訳）

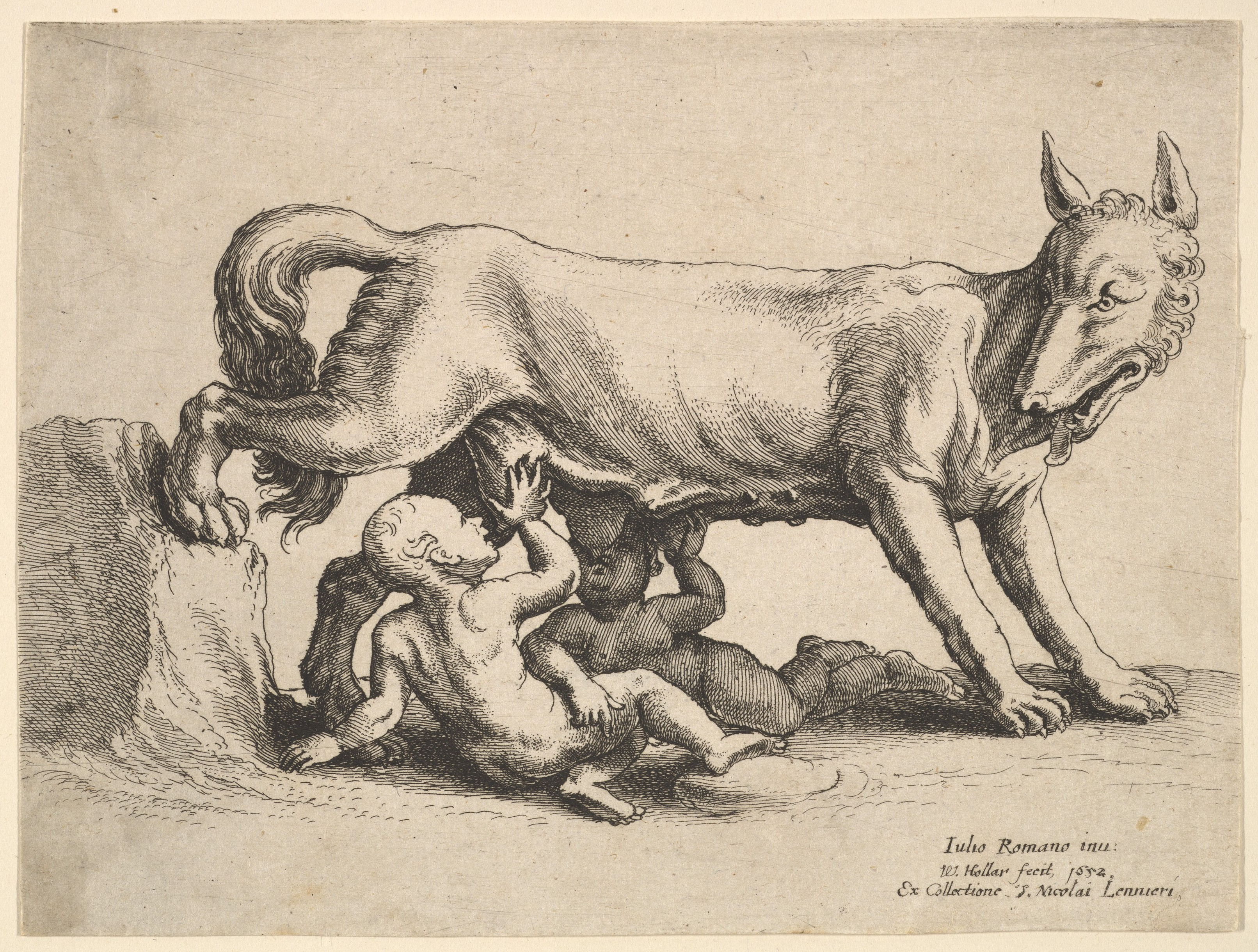
『ロムルスとレムス』ジュリオ・ロマーノ、ヴェンツェスラウス・ホラー画（1652年）メトロポリタン美術館

伝承によれば、王政ローマの初代ロムルス王が、諸制度を整えたとき、元老院を創設したとされ、ロムルスが消えた後、次の王が決まるまでの1年間、議員の中から順番にインテルレクス（中間王）を立ててローマを支配し、次の王を民衆が選ぶことにしたが、その決定には元老院の承認が必要であることを決議したという。アルバ・ロンガを滅ぼした、3代目トゥッルス・ホスティリウス王が議事堂（クリア・ホスティリア）を建設し、5代目タルクィニウス・プリスクス王が、自らの王位安定のため、100人の議員を追加したとされる。

## 共和政時代

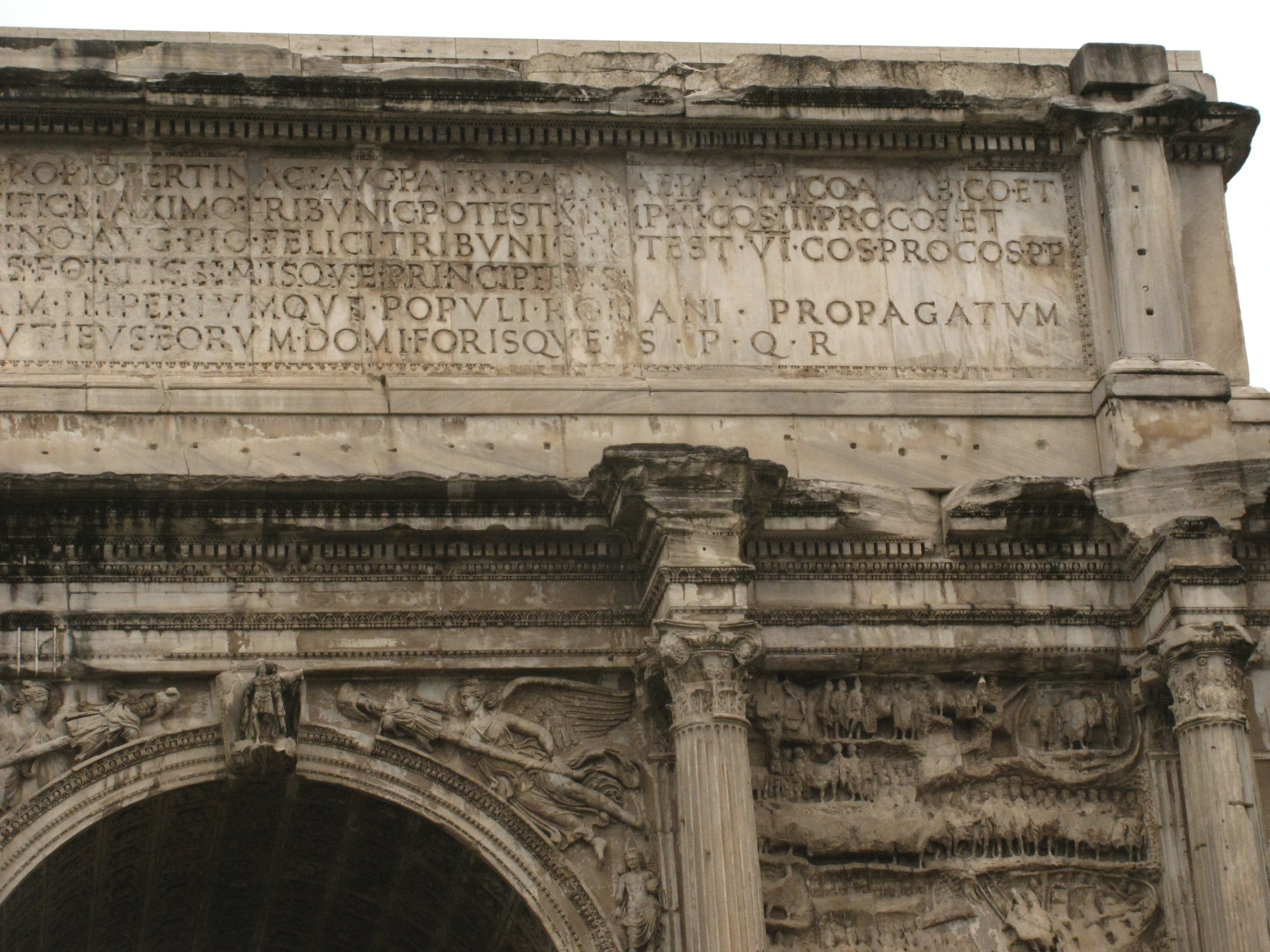
セプティミウス・セウェルスの凱旋門に刻まれたSPQR

王を追放し、共和政を開始した初代コンスル（執政官）ルキウス・ユニウス・ブルトゥスは、王に殺されて減少していた議員を、エクィテス（騎兵ケントゥリア）から補充して計300人にしたとされる。共和政ローマの体制は、元老院、政務官、民会の三つで構成されていたと言ってよく、元老院には法的な決定権はなく、政務官の諮問機関という形を取ってはいたが、政務官は元老院を無視することは出来ず、また、民会に提案される法案は、元老院による承認を必要とし、国家の重要案件を審議する唯一の機関であったため、他の二つよりも上位にあったと言える。共和政時代、ローマは自分たちの国家をレス・プブリカ（公共のもの）、もしくはSPQR（ローマの元老院と市民）を使って表わしており、国家の要素として市民と並べて元老院を使っていることから、彼らの構成員である貴族を市民から一段上のものと見做していたのだろう。
最初、民会での決議には、決議後に元老院による承認（auctoritas patrum）がなければ法的な実効性が認められなかったが、紀元前339年のプブリリウス法によって、プレプス民会決議が全市民を拘束するようになり、それと同時に民会による立法に、紀元前3世紀のいずれかに成立したマエニウス法によって選挙結果に、事前に既に承認が与えられているという形になった。市民による決議だけでは法的に不完全で、元老院議員がそれの後見人として承認を与えて完全なものとする、という意味だと考えられている。
慣習から定員は300名で、最初はインペリウム（命令権）を付与されるコンスルとプラエトル（法務官）の経験者で構成されており、紀元前3世紀末からアエディリス・クルリス（上級按察官）の、紀元前2世紀末からはアエディリス・プレビス（平民按察官）とトリブヌス・プレビス（護民官）の経験者が加わり、ケンソル（監察官）によって選別（レクティオ・セナトゥス）されていた。
元老院は、共和政発足時からその中心的な存在ではあったが、紀元前5世紀から4世紀にかけての身分闘争の結果、パトリキ（伝統的貴族）による支配から、プレプス（平民）も取り込んだノビレス（新貴族）による寡頭政支配へと推移するに伴い、政務官経験者を元老院議員とする仕組みが出来上がっていったと考えられている。紀元前4世紀末に成立したと考えられているオウィニウス法では、「誰であれ最良の者（optimus quisque）」を元老院に登録すべしとされ、この最良の者というのが、政務官経験者であると見做されており、倫理的な意味でも最良の者が選ばれていた、とも受け取れる。紀元前367年以降、元老院議員に対する倫理的な要求が高まっていったと考えられ、紀元前218年頃のクラウディウス法によって、議員とその子息は大型商船の保有を禁止されており、最良の者たる元老院議員は商業に携わることを制限された、とも受け取れる。
元老院議員は基本的には世襲でなく、政務官経験者であることから、民会での選挙による選出と、ケンソルによるレクティオの二つのチェックを受けることになり、選挙では多数のクリエンテスを抱えるノビレス（貴族層）が有利ではあったものの、民衆の支持を考えておかなければならず、議員となった後もケンソルによって落される可能性もあった。上記のような倫理的要求の高まりに伴い、ケンソルによる元老院議員の取り締まりも行われるようになったのであろう。
元老院ノ決定ハ効力ヲ持チ、ソノ会議ヲ召集シタ役職者ト同等アルイハソレ以上ノ役職者ニヨッテ否認サレタバアイモ、記録ニトドメラレテ保存サレル。元老院ニハ腐敗ガアッテハナラズ、他者ヘノ模範トナラナケレバナラナイ。—キケロ、『法律について』3.3.10で披露している架空の理想国家の法律案より（中村善也訳）
ファーガス・ミラーは、ローマを元老院が支配していたと言うのは、キケロが考えたボニ（良き人々）とオプティマテス（最良の者たち）が元老院によってローマをコントロールすべきだという願望に影響されすぎており、元老院には現代的な政党はなく、ファクティオ（派閥）すらなく、野心家がそれぞれの家系と他の議員との違いを民衆にアピールすることで法案を通そうとする、もっと個人主義的な、古代ギリシアの民主政に近い形だったのではないかとしている。

### 開催形式

元老院決議の一例

議会は非公開で、ローマ市内（ポメリウム）か、そこから1ローマ・マイル以内で開催され、召集出来るのはコンスル、プラエトル、トリブヌス・プレビスで、彼らの提案する議題を、まずプリンケプス・セナトゥス（元老院第一人者）が、それから経験した政務官と家柄によって決定された順番によって、各議員が意見を述べ、それに賛成するものが発言者の周りに集まることで採決された。習慣的に、「元老院議員、及び、元老院で所見を述べることを許されたものたち」という呼び方で召集され、定期的な会議には出席することが求められたが、公務で欠席するものも多く、定足数は、総数の1/3から1/2程度であった。また、現役の政務官は議決に加わることが出来なかった。
決議が有効とされるには、アウグルによって聖別された場所で開催される必要があり、クリア・ホスティリア、クリア・ユリアといった議事堂や、神殿を利用することができた。中央通路の両脇に、コンスル経験者やプラエトル経験者といった、同じランクのものが固まって座り、通路奥の少し高くなったところに、召集したコンスルやプラエトルが座って議長を務め、各議員が「誰々の意見の方へ行く」と言って、自分の支持する発言者のいる側へ移動する形式で、動きやすいように椅子ではなくベンチを利用していたと思われ、議長は「こちらの方が多く見える」と、中央通路で分離された座席のうち、議員が多くいる側を指して採決する。採決のために移動することを、「両足で意見の方へ行くこと（pedibus in sententiam ire）」と表現した。ペダーリイー（足たち）と呼ばれる、明らかに格下の議員たちもいたが、日没には閉会するため、時間の関係でランクが低いものは発言の機会もなかったと思われる。逆に、小カトのように、シビュラの書を管理する委員会や、アウグルや神祇官といった神官職は、政務官未経験であっても、プラエトル経験者の席で発言出来たものと考えられている。議員の息子たちは、扉口から中の様子を覗うことができた。
通常の元老院は議事堂に召集されたが、毎年新年の頭には、新しいコンスルによってカピトリウムのユピテル神殿に召集され、そこで職能範囲（属州）決定のためのクジ引きや、ローマ軍団とインペリウムの割り当てが決議され、友好国からの使節の挨拶を受けていた。カピトリウムのユピテル神殿は新年以外にも使われることがあり、他にも、ポメリウム内では、フォルム・ロマヌムのカストルとポルックス神殿やコンコルディア神殿、ユピテル・スタトル神殿が使われることもあった。
非同盟国からの使者を迎える場合や、インペリウムを保持したまま市内に入ることが出来ない政務官代理が凱旋式を希望した場合のために、ポメリウムの外で召集されることもあり、紀元前431年に建てられたアポッロー神殿や、その隣にあったと考えられている、ベッローナ神殿が利用された。アポッロー神殿は当時のコンスル、ガイウス・ユリウス・メントが奉献し、紀元前32年にガイウス・ソシウスが再建しており、ベッローナ神殿はアッピウス・クラウディウス・カエクスが誓約したものである。紀元前57年以降、グナエウス・ポンペイウスが連年インペリウムを保持するようになると、ポメリウム外での元老院開催が重要なものとなり、紀元前52年にポンペイウス劇場が完成すると、紀元前49年までは、その中にあったクリア・ポンペイアが常用された。

### バックス教団弾圧

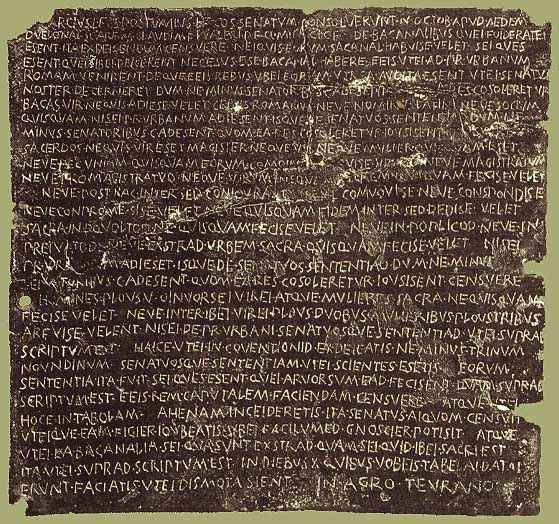
紀元前186年のバックス祭りに関する元老院決議の碑文。美術史美術館

第二次ポエニ戦争に勝利したローマに、イタリア半島南部のマグナ・グラエキアとエトルリアから古代ギリシアの宗教が流入し、ティトゥス・リウィウスは、あらゆる不道徳に手を染めるバックス教団から逃れようとする、若い男女のドラマチックな物語を展開しているが、本来市民権を得てすぐ、17才から兵士となるべき若者が入団したことを元老院が憂慮したと思われ、紀元前186年、この教団に対するセナトゥス・コンスルトゥム（元老院決議）が行われた。リウィウスによれば、7000人もの関係者がおり、かなりの数が処刑され、バックス信仰は残されたものの、国家の監視下に置かれ、組織化は厳しく禁止されることとなり、ヴァルター・ブルケルトはこの弾圧を、キリスト教弾圧以前の宗教史上最も激しいものだとしているという。
この事件からは、元老院は規律と宗教的儀式によって成り立つ国家を守るものとして、政治的な関与が認められており、外国から来るカルトに対しても、それを承認する役割を持っていたことが覗えるという。

### 審判人資格
ローマの勢力が地中海に広まっていくにつれ、海外の属州にインペリウムを付与した司令官を派遣して支配するようになったが、彼らの収奪に対する不満が紀元前2世紀に高まり、時には属州から使節がやってきて、元老院で対応するようになっていた。紀元前171年にはヒスパニアに対する収奪で、議員が属州民の弁護人を務め、元政務官が訴追されることも起り、紀元前149年のカルプルニウス法で、政務官による属州民や同盟市民に対する収奪を裁き、不法所得の返還請求をするための専門の常設査問所が設置され、この審判人（陪審員）を元老院議員が務めることになったと考えられている。ただ、これは属州民が利用するにはハードルが高すぎ、結局彼らの対応は元老院がしていたのではないかとする説もある。
元々、民会決議、または元老院決議によって開かれる、臨時の特別査問所があったが、民会訴訟の機能不全により、紀元前2世紀には増加傾向にあった。紀元前132年、ティベリウス・グラックスの支持派を訴追するため、特別査問所の設置が元老院で決議され、両コンスルがその任に当たっている。紀元前123年、ティベリウスの弟のガイウス・グラックスは、裁判なしに市民を追放することを禁じた「市民頭格に関するセンプロニウス法」を制定したが、これは兄の一派を訴追した、元老院決議による特別査問所の設置を禁止した、という解釈が通説となっており、ティベリウスを惨殺したプブリウス・コルネリウス・スキピオ・ナシカ・セラピオを賞賛する元老院決議が取られたことにも、市民の反発があったものと考えられている。
更にガイウス・グラックスは、常設査問所の審判人を、議員からエクィテスに入れ替えたため、これ以降この審判人資格を巡って政争が繰り返されることになる。このエクィテスは、ケントゥリア民会の単位である18の騎兵ケントゥリアに属する1800名のことだというのが定説となっている。更にガイウス・グラックスは、自己の政策実現のためにエクィテスを味方につけようと、小アシアでの徴税権を彼らに与えたので、クラウディウス法によって商業に携わることが実質禁止されていた元老院議員と違い、彼らは更に経済力を付けることになり、属州での収奪を誰が裁くのかは、議員にとってもエクィテスにとっても重大な政治問題となっていった。
同盟市戦争中の紀元前90年、ウァリウス法が通過し、戦争責任者として訴追される可能性が出た議員たちは、エクィテスが審判人を独占していることに恐怖を感じ、紀元前89年のプラウティウス法で、審判人資格を35ある各トリブス（選挙区）から15名ずつ選ぶという方式に変え、これによって自分たちも審判人になれるようにしたが、平民が選ばれるトリブスも出たという。

### 元老院最終決議
そこで元老院は、・・・「両コンスルは国家に害が及ばぬよう注意せよ」と決議した。ローマの慣習では、この元老院から政務官に与えられた権限は最大のものであり、軍団を編成し、戦争を遂行し、同盟市や市民をあらゆる方法で強制し、国内及び戦場で、最高の命令権及び裁判権を行使することが出来るが、そうでなければ、これらは民衆の命令なくして、コンスルが持ち得ない権限であった。—サッルスティウス、『カティリナ戦記』29.2-3
セナトゥス・コンスルトゥム・ウルティムム（元老院最終決議）は、後世の学者が付けた名称で、外的要因でなく市民によって、国家が危機にあると元老院が判断した場合、ローマ市にいるインペリウム保持者で最高位のものに、その対処を任せるという形の特別の決議で、初回はテオドール・モムゼンらの唱える紀元前133年のティベリウス・グラックスに対するものとする説と、ヴォルフガング・クンケルらの唱える紀元前121年の弟ガイウス・グラックスに対するものとする説があるが、後の研究により前121年説が有力である。前121年からとすると、内乱の一世紀の間に計12回決議された。
元老院最終決議は、禁止された特別査問所の代わりに生み出されたという説があり、ティベリウス・グラックスを抹殺したスキピオ・ナシカの正当性に対する議論の中から、次は政務官が行うべきであるという結論が出た可能性はある。元老院最終決議を受けてガイウス・グラックスを殺害したコンスル、ルキウス・オピミウスは後に訴追され、裁判もなしに市民を殺害したことの違法性と、国家の安全を守るという目的のどちらが優先されるかが争点となったが、無罪となった。学者の間では、国家の危機を強調しながらも、支配者側が政敵を排除する手段にすぎないとも考えられ、最終決議によって元老院はインペリウムを得たとする説や、政務官への勧告に過ぎないとする説など諸説あるが、オピミウスの無罪判決によって、元老院最終決議の下では市民の殺害であっても正当化されるという合意が形成され、モス・マイオルム（父祖の遺風）に組み込まれていったと考えられる。一方、この最終決議は独裁官の代わりに市内の騒乱を収めることを目的として作り出されたと考える学者もいる

### スッラ改革
「彼（スッラ）は、内乱と戦争によって大幅に減った元老院に300名を加えた。エクィテスから最良の者たちを選び、トリブスと投票権を与えたのである。—アッピアノス、『内乱記』1.101
ルキウス・コルネリウス・スッラの改革（紀元前81年）によって、定員が倍になり、ケンソルによるレクティオは廃止され、クァエストル（財務官）経験者は自動的に議員になるようになったとされるが、定員を600名にしたとは史料にはっきりとは書いておらず、紀元前80年代の内乱とその後のプロスクリプティオによって、恐らく議員が150名くらいにまで減っており、そこへ300名を加えたのだろう。スッラがディクタトル（独裁官）に就任した時、彼以外に元老院に出席できたコンスル経験者は4名のみという異常事態であった。
スッラはクァエストルの数も、それまでの8ないし12人から20人に増やしており、当時の死亡率を考慮しても、その後徐々に議員が増えた可能性は高い。ただ、当時の平均年齢を考えると、450人の議員に30才が最低年齢であるクァエストルの経験者を毎年20人加えても、600人を維持することは出来ないという。スッラは護民官を元老院から排除したとする説もあるが、いずれにせよ紀元前75年のアウレリウス法によって元に戻されたはずで、キケロの時代の議員数は、彼の記述から450名ないし600名と、マティアス・ゲルツァーとロナルド・サイムの間でも予想が分かれており、モムゼンの説に修正を加えた、多くても恐らく500名強であったとも考えられ、議事堂の拡張と共に議員が増やされた。
クァエストル経験者はすぐに元老院で議席を得たが、恐らくレクティオが済むまで正式の議員とは認められなかった。ただ、議員となるための条件は、ケンソルによるレクティオからクァエストル選挙に移ったとも言える。これまでは、より高位の政務官経験者からなっていた元老院は、スッラの支持者によって埋め尽くされ、更にクァエストル選挙では、民意の反映は以前よりも限定的だっただろう。
スッラは様々な犯罪を裁く常設査問所を7つに増やし、そのそれぞれを8人に増員したプラエトルに担当させ、査問所の審判人は全て元老院議員が担当することにしたため、その人員を供給する必要があったのだろう。プロスクリプティオによって成り上がったと思われる多くの人々が、政務官経験のないままスッラによって議員とされたが、彼らは審判人を務めたと考えられ、ペダーリイーは彼らだとする説がある。元老院は政務官を狙う者と、それを審判人として取り締まる者との2つのグループに分かれてしまったが、新たに登録された者たちは補充されることなく漸減し、結局ノビレスによってインペリウムが独占される状況は変わらなかった。
プラエトルとコンスルは首都ローマ市に常駐するようになり、プリンケプス・セナトゥスの優先的発言権もなくなり、どのような過程で制度が変わったのかは不明だが、元老院でのコンスル経験者の発言順は、その年のコンスルが年初に決定するようになるなど、これまでより元老院に対する現職コンスルの影響力は強まった。スッラは元老院を強化したというのが伝統的な見方だが、500人以上ではまともな議論は出来ないとも思われ、審判人を巡る争いは解消出来たものの、元老院の改革はスッラ体制の欠陥であり、彼は元老院を政務官の諮問機関として再編成したかったのではないかとする説もある。

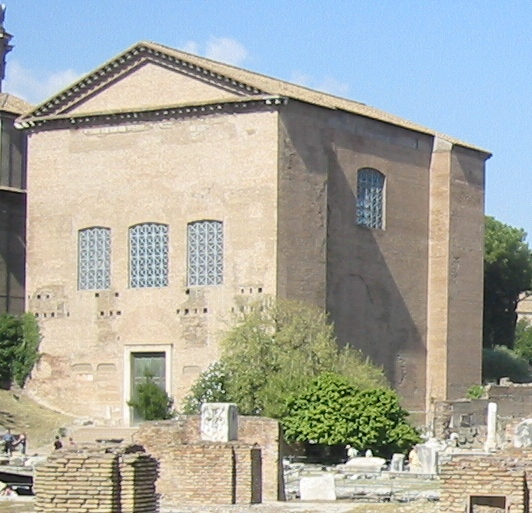
現存する帝政ローマ期の元老院議事堂であるフォルム・ロマヌムのクリア・ユリア

## 帝政時代以後
帝政時代の元老院には、毎年25才以上の20人のクァエストル経験者が加わり、議員数は600名だったと考えられている。カッシウス・ディオによれば、アウグストゥスは1000人に膨れ上がっていた元老院議員を減らし、許可無くシキリア、ガリア・ナルボネンシス以外のイタリア外に出ることを禁じたという。アウグストゥスはもう一度議員数を減らしており、最終的に600人とした。カエサルは定足数を400としていたが、それはその時代1000人いたからで、アウグストゥスは議題によって変えたようである。3世紀には8-900人まで増えたと予想されている。
新年の元老院はどこに召集されていたのか分からないほど重要性がなくなった。ポメリウム内では、紀元前2年に完成したマールス・ウルトル（復讐のマールス）神殿や、クリア・ユリア、コンコルディア神殿も使われたが、アウグストゥスがパラティヌスの自宅に作ったアポッロー神殿の図書館がよく利用され、ポメリウム外では、アポッロー・ソシアヌス神殿やベッローナ神殿に近い、クリア・オクタウィアエが利用された。アウグストゥスら皇帝は、議長を務めるコンスルの間に座り、クラウディウスは他の議員と一緒に座ることがあったという。カピトリウムのユピテル神殿が使われることはほとんどなくなり、代わりにマールス・ウルトル神殿で戦争や凱旋式に関する議題を扱った。年初の会議もここで行われていたのかもしれない。決議の方法も、トラヤヌスが共和政時代に戻そうとしたこともあったが、意見ごとに分かれる方法から、拍手で賛意を表わすようになっていった。
元老院はしだいに皇帝の統治に組み込まれていき、その地位は低下していった。また軍団勤務の義務も緩くなっていった。それでも五賢帝時代までは、「元首」である皇帝の正統性、後継者を承認（護民官職権授与）する機関として重要であり、皇帝の発した勅令も恒久法制化するには元老院の議決を必要とした。そして軍団叩き上げの人物でも政務に関わらせるために、皇帝の推挙によって元老院の議席を得たりした。トラヤヌスなどの皇帝たちも、元老院の権威を尊重しながら統治を行なった。また帝国の属州総督も半数は元老院に任命権があった。元老院が総督を任命する元老院属州は、皇帝が総督を任命する皇帝属州より統治が容易で経済力もある地域であり、元老院はいわば実利を握る立場であった。
しかし、続く軍人皇帝時代になって帝国各地の軍団が勝手に皇帝を擁立するようになると、帝位の承認機関としての地位も失なわれ、ローマ市の市参事会（市議会）程度の役割しか果たせなくなっていった。また、皇帝ガリエヌスの時代に元老院を軍務から締め出す法を可決したことで、軍務と政務のバランスの取れた人材を輩出する手段も絶たれた。
一方で、皇帝がローマ市から離れたことで、イタリア本土やアフリカでの元老院の影響力はむしろ増大した。また、イリュリア出身の氏素性が定かでない軍人上がりの皇帝たちは元老院との利害関係を持たず、元老院に関する問題については、軍に随行していた元老院議員や元老院からの使節団の意見が通りやすくなったと想像される。元老院が軍事からは締め出されていったのは確かであるが、政治的立場は従来とは異なる形で向上し、クラウディウス・ゴティクスやタキトゥス、プロブスに見られる元老院への敬意は、こうした歴史的事情を反映しているとも考えられる。見方を変えれば、皇帝の地位が単なる軍事司令官に低下し、政治は元老院が主催する体制になったと言える。
その後ディオクレティアヌスが軍人皇帝時代を終焉させ、専制君主制（ドミナートゥス）に移行すると、再び皇帝の地位と権威は向上し、元老院の地位は低下した。ディオクレティアヌスは属州を再分割し属州総督の権力を削減し、強固な官僚支配体制を確立したが、それは今まで半数の総督任命権を持っていた元老院の権力削減でもあった。
コンスタンティヌス1世は、自身もイリュリア出身でありながら元老院議員の再登用を進める。マクセンティウスを破りイタリアの支配者となった312年から326年までの間に次第に増員し、600名から2000名にまで拡大した。編入されたのは、主に騎士身分高官と都市参事会員層である。なお、この元老院拡充過程で、騎士身分はその固有の官職や称号を喪失し、身分としての特徴を失っていった。
ローマ元老院は476年に西ローマ皇帝の地位が廃止された以降にも存続した。東ローマ皇帝の代官としてイタリアを統治したオドアケルやオドアケルを滅ぼしたテオドリックの下で元老院は貨幣の鋳造権を取り戻し、ローマ市の人口が40万人ほどにまで回復したこともあって帝国におけるローマ元老院の権威は一時的に回復することになった。しかし6世紀になると東ローマ皇帝ユスティニアヌス1世が西ローマ帝国における皇帝権威の回復事業によってローマ市を大きく荒廃させてしまい人口も激減、多くの建物やモニュメントが打ち捨てられて廃墟と化し、政治・経済の中心地であったフォロ・ロマーノは土砂の下へと埋もれてしまったほどであった。さらに554年のユスティニアヌス1世による『国事詔書』（Sanctio Pragmatica）によって行政権の一部が元老院からローマ教皇庁へと移されたこともあり、これ以降、ローマ元老院の政治的重要性は大きく低下していった。ローマ元老院の存続は以後も例えば9世紀のローマ教皇セルギウス2世の治世などに確認できるものの、その組織的な政治活動を確認できるのは7世紀初頭の東ローマ皇帝フォカスの治世までとなっている。教皇庁へ与えられた行政権は1143年に市民蜂起によってローマ元老院へと返還されるが、返還当時に古代から続いていた元老院家系は僅か50家ほどで、12世紀末まで元老院議員としての活動を続けていたのは「元老院の第一人者」（プリンケプス・セナートゥス）でもあるローマ市長官だけだった。

## コンスタンティノポリス元老院
330年にコンスタンティヌス1世によってコンスタンティノポリスが開都されると、コンスタンティウス2世の統治下で、遅くとも340年までにはコンスタンティノポリスにも元老院が置かれた。当初、コンスタンティノポリスの元老院はローマの元老院のような栄誉や法的特権を有していなかったが、359年にコンスタンティノポリスが属州都市から地方自治都市へと昇格されたことにより、コンスタンティノポリス元老院の権限も361年頃から段階的が引き上げられていった。
コンスタンティノポリス元老院は、最初から東ローマ皇帝の諮問機関として設立された。東ローマ皇帝の不在時に東ローマ帝国を代表する役割や、東ローマ皇帝が後継ぎを指名せずに死去した場合に後継者を指名する役割も果たした。コンスタンティノポリス元老院はローマの元老院と同じく「元老院」と呼ばれてはいるものの、両者の間には違いもあった。ローマ元老院がローマ帝国の最高統治機関としてローマ皇帝からも独立しており、東西の皇帝府とは対立的であったのに対し、コンスタンティノポリス元老院は常に東ローマ帝国の皇帝府と密接に結びつき、元老院議員でありながら東ローマ皇帝にも仕えているという人物も多かった。コンスタンティノポリス元老院で議員となったのは、ローマ元老院の場合と同じく主に都市参事会員層であった。これは、支持基盤を必要としたコンスタンティウス2世が帝国東部を円滑に統治するため、伝統的勢力である都市参事会員層の支持を取り込み、恩恵を与える場が必要であったためでもある。
当初、東ローマ皇帝には「元老院・軍隊・市民の推戴によって初めて帝位の正当性を受ける」という不文律があった。これは前述のローマ元老院の伝統を引き継いだためである。しかし5世紀も半ばになるとコンスタンティノポリスでは皇帝権は総主教によって正当化されるものとの認識が生まれ、これが古代ローマの伝統に取って代わった。6世紀にユスティニアヌス1世の絶対主義によって政治の表舞台から遠ざけられたコンスタンティノポリス元老院は7世紀のヘラクレイオス王朝下で一時的に活力を取り戻すものの、その役割は次第に儀式的なもののみとなっていった。7世紀後半以降は元老院議員身分の世襲が認められなくなり、一定以上の爵位を持つ高級官僚を元老院議員と呼ぶようになり、「元老院議員」であることが組織された統治体の一員（元老院の議員）であることを意味しなくなった。遅くとも850年代までにはコンスタンティノポリス元老院は実体のない存在となっており、皇帝レオーン6世は「もはや元老院は言葉の上にしか残っていない」としてコンスタンティノポリス元老院の消滅を正式に宣言した。しかし、あくまでも名目的ながら、その滅亡まで東ローマ帝国の制度の根幹に元老院があるという認識は存続した。